# Хотінський палац
Хоті́нський пала́ц — палац-садиба, флігелі. Розташований в смт Хотіні, що в Сумському районі Сумської області. 
Будівництво палацу на території маєтку тривало з кінця XVIII— на початку XIX століття, у стилі класицизму. Архітектор Джакомо Кваренгі. Тоді ж довкола садиби був посаджений парк (див. Хотінський парк). На той час власницею маєтку була внучка полковника Г.Кондратьєва, який, за історичними даними, є засновником міста Суми. Вона та її чоловік (таємний радник Комбурлеєв) виступили в ролі замовників будівництва. 
У Хотінському палаці свого часу бували просвітитель Василь Каразин, декабрист Сергій Волконський, поет Денис Давидов. Довший час тут жив і працював Микола Карамзін. На запрошення графа П. С. Строганова, почесного члена Академії мистецтв, тут бували художники Іван Крамський і Федір Васильєв, а також Георгій Нарбут. 
У 1918 році палац горів. Від нього збереглися два бокові двоповерхові флігелі, які нині належать місцевій середній школі. Споруди колишнього палацу перебувають у занедбаному стані та потребують реставрації.
Нині залишилися лише два флігелі та парк, який зачаровує своєю красою.